# Obština Anton
Obština Anton (bulharsky Община Антон) je bulharská jednotka územní samosprávy v Sofijské oblasti. Leží v západním Bulharsku, ve Zlaticko-pirdopské kotlině, jedné ze Zabalkánských kotlin, a na jižních svazích Staré planiny. Obština je totožná se vsí Anton a kromě ní nezahrnuje žádná jiná sídla. Žijí zde necelé 2 tisíce stálých obyvatel.

## Sídla
Obština má jediné sídlo – ves Anton.

## Sousední obštiny
| Růžice kompasu |               | Teteven     |         | Růžice kompasu |
| Růžice kompasu |               | Sever       | Karlovo | Růžice kompasu |
| Růžice kompasu | Obština Anton |             | Karlovo | Růžice kompasu |
| Růžice kompasu | Jih           |             | Karlovo | Růžice kompasu |
| Růžice kompasu | Pirdop        | Koprivštica |         | Růžice kompasu |

## Obyvatelstvo
V obštině žije 1 343 stálých obyvatel a včetně přechodně hlášených obyvatel 1 557. Podle sčítáni 1. února 2011 bylo národnostní složení následující:
- Bulhaři: 1 407 (90.7 %)
- Romové: 37 (2.4 %)
- Turci: 3 (0.2 %)
- ostatní: 104 (6.7 %)